# Hekataios av Miletos
Hekataios från Miletos, född omkring 550 f.Kr., död omkring 490 f.Kr., en bland de så kallade logograferna, eller de äldsta forngrekiska historieskrivarna, Herodotos' föregångare. 
Av hans verk återstår blott fragment. De var av dels geografiskt, dels historisk-genealogiskt, på de gamla ort- och stamsagorna grundat, men med en viss kritik bearbetat innehåll. 
Det har berättats om Hekataios, att han även deltog i det politiska livet och förgäves försökte avråda de joniska städerna från att göra uppror mot perserna. Efter upprorets kuvande ska han ha lyckats utverka av den persiske ståthållaren Artafernes, att städerna återfick sin inre självständighet.
Av vissa personer anses han vara en av de första historieskrivarna.